# Reunión de aseguramiento

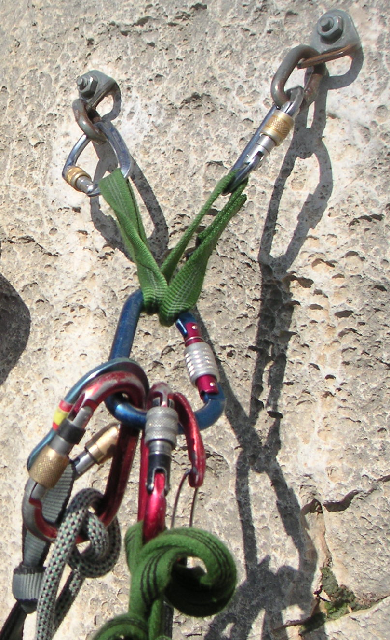
Aseguramiento constituido de dos anclajes permanentes (clavijas) triangulados con cintas y con un mosquetón de seguridad central.

Una reunión de aseguramiento , o relais, es un anclaje fijo muy fuerte (que no se puede aflojar) que puede soportar los impactos de caídas de escaladores con cuerdas o impactos de rappel. En escalada, montañismo o barranquismo, este tipo de anclaje se compone normalmente de al menos dos puntos de seguridad (clavija, cala, etc.) conectados por una cadena, una eslinga o una cuerda.
La resistencia de una reunión artificial se estima de acuerdo con varios principios de seguridad y física: redundancia de anclajes, distribución de fuerzas (triangulación, directividad), resistencia de materiales, estandarización de los equipos, etc.
La reunión también se refiere a la ubicación donde un escalador asegura a sus compañeros con una cuerda. Se puede construir un anclaje fuerte en este sitio, pero el aseguramiento también se puede realizar sin un punto de anclaje (ajuste con el hombro).

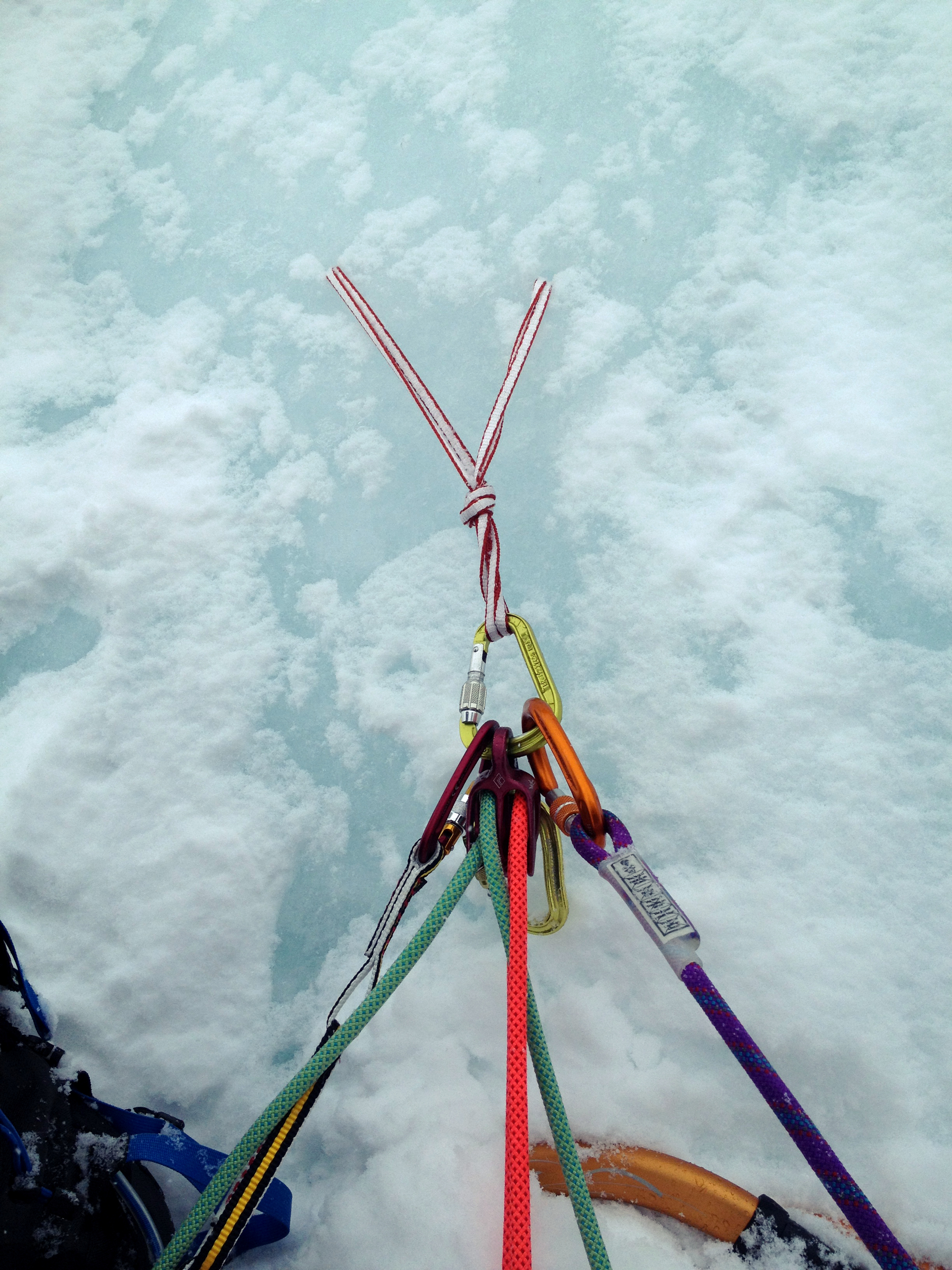
Anclaje en escalada en hielo

## Triangulación
Al utilizar dos puntos de seguridad para llevar a cabo el anclaje, la conexión entre los puntos forma una V.
Si el anclaje se ensambla correctamente, la carga se puede distribuir entre los puntos de aseguramiento individuales, en lugar de colocar la carga completa en un solo punto. Esto disminuye las posibilidades de que uno de los puntos ceda, y si alguno de los puntos cede, el segundo punto siempre debe ser capaz de soportar la carga.
El ángulo formado entre las dos piezas de protección es el elemento más importante de la ecuación. Debemos tratar de minimizar este ángulo, tanto como sea posible, porque cuanto mayor sea el ángulo V (cuanto más se abre y se acerca a 180 °), más se multiplicará la fuerza en cada pieza de protección.
Como se indica a continuación, si el ángulo V es mayor que 120 grados, la carga en cada punto será mayor que la carga de la cuerda conectada al final del ángulo. Esta situación peligrosa debilita el relé, es menos eficaz que el uso de un solo punto y debe evitarse a toda costa.
Si la fuerza de carga es {\displaystyle F_{Carga}} y el ángulo V es {\displaystyle \theta _{V}}, la fuerza en cada punto viene dada por:
{\displaystyle F_{Punto}={\frac {F_{Carga}}{2\cos(\theta _{V}/2)}}}.
De esta expresión podemos deducir:
- Con un ángulo V de 30 grados, cada uno de los dos puntos lleva una fuerza de aproximadamente el 52% de la carga original.
- A 45 grados, cada punto lleva aproximadamente el 54% de la carga.
- A 60 grados,[1] cada punto lleva aproximadamente el 58% de la carga.
- A 90 grados,[1] cada punto lleva alrededor del 71% de la carga.
- A 120 grados,[1] cada punto lleva una fuerza equivalente al 100% de la carga original. Este ángulo o mayores, nunca se deben utilizar.